# Lluís Bonifaç i Sastre
|  | Per a altres significats, vegeu «Lluís Bonifaç (desambiguació)». |

Lluís Bonifaç i Sastre   (Barcelona, 1683 - Valls, 1765) fou un escultor català, fill de Lluís Bonifaç el Vell.

## Biografia
Deixeble de Llàtzer Tramulles, treballà als retaules de Sant Marc (1720) i La Candela (1722) de Valls, així com al de Les ànimes de la Guàrdia dels Prats (1735) i el retaule major de Riudecols (1741). Creà una escola d'escultura a Valls, on destacaren els seus nets Lluís i Francesc Bonifaç i Massó.